# Alicja Klasik
Alicja Klasik, född 14 februari 2004 i Rybnik, är en polsk fäktare som vid OS 2024 ingick i det polska laget som tog brons i värja.